# Passenger name record
Een passenger name record (PNR) is in de reisindustrie de opgeslagen informatie in een computerreserveringssysteem (CRS) over een reis geboekt voor een passagier of voor een groep passagiers die samen reizen. Het begrip PNR werd voor het eerst gebruikt door luchtvaartmaatschappijen, die reserveringsinformatie moesten uitwisselen als passagiers op andere maatschappijen moesten overstappen om hun bestemming te bereiken (in het Engels "interlining"). Voor dit doel heeft IATA een standaardformaat gedefinieerd voor de lay-out en inhoud van het deel van de PNR dat uitgewisseld wordt tussen de maatschappijen (maatschappijen slaan ook interne informatie op in de PNR voor eigen gebruik).
Wanneer een passagier een boeking maakt, dan creëert het reisbureau of de website die hij gebruikt om de reis te boeken een PNR. Dit gebeurt meestal in een van de Globale Distributiesystemen (GDS), zoals Sabre, Amadeus of Worldspan, maar als  de boeking direct bij een luchtvaartmaatschappij wordt gemaakt, dan kan het ook zijn dat de PNR wordt geopend in de CRS van die maatschappij. Deze PNR, die als gevolg van de boeking door de passagier wordt geopend, wordt de Master PNR genoemd. De PNR wordt aangeduid in het bestand van de CRS door een record locator bestaand uit zes letters en cijfers. De record locator maakt meestal deel uit van de reisbevestiging, die aan de passagier gestuurd wordt, en wordt vaak ook afgedrukt op het vliegbiljet.
Als een deel van de reis niet verzorgd wordt door de eigenaar van de CRS met de Master PNR, dan worden kopieën van de PNR gestuurd naar de reserveringssystemen van de luchtvaartmaatschappij, die dat deel van de reis moet uitvoeren. Deze maatschappijen openen een PNR in hun eigen bestand om het deel van de reis van de passagier waarvoor ze verantwoordelijk zijn te volgen. Veel luchtvaartmaatschappijen besteden het running van het interne reserveringssysteem uit aan een van de grote Globale Distributiesystemen (GDS), zodat in sommige gevallen het gebruik van de PNRs gedeeld kan worden.
De record locators van de gekopieerde PNR's worden geretourneerd naar het reserveringssysteem dat de Master PNR beheert, zodat alle records met elkaar verbonden blijven. Daardoor kunnen alle kopieën van de PNR worden bijgewerkt, als er veranderingen zijn in een van de reserveringssystemen van maatschappijen die bij de reis betrokken zijn.
Hoewel PNR's oorspronkelijk voor vliegreizen gebruikt werden, worden ze nu ook gebruikt voor het reserveren van hotels, autoverhuur enz.
Soms wordt de term PNR gebruikt voor de record locator die een bepaalde PNR aanwijst.

## Regelgeving
Het Europees Parlement keurde op 14 april 2016 na jaren debat de PNR-richtlijn goed. Door deze Richtlijn 2016/681 worden luchtvaartmaatschappijen verplicht hun passagiersgegevens bij te houden en beschikbaar te maken aan overheden.
De Belgische Kamer van volksvertegenwoordigers keurde op 22 december 2016 een wetsontwerp goed dat de Europese richtlijn omzet in een Belgisch wetgevend kader. Deze wet gaat verder en beoogt ook het bijhouden van gegevens van treinpassagiers.